# اوئوچی ماساهیرو
اوئوچی ماساهیرو ((به ژاپنی: 大内政弘 Ōuchi Masahiro); ۱۸ سپتامبر ۱۴۴۶ – ۶ اکتبر ۱۴۹۵) سامورایی از خاندان اوئوچی و از فرماندهان جنگ اونین اهل ژاپن بود. وی به یامانا سوزن خدمت می‌کرد.